# U.S. Route 2
U.S. Route 2 (ou U.S. Highway 2) é uma autoestrada dos Estados Unidos.
Faz a ligação do Oeste para o Este. A U.S. Route 2 foi construída em 1926 e tem 2 579 milhas (4 150 km).

## Principais ligações
Interstate 15 perto de Shelby

 US 83 em Minot, ND

 Interstate 35 em Duluth

 Interstate 75 perto de St. Ignace

 US 11 em Rouses Point

 Interstate 91 em St. Johnsbury

 US 202 em Bangor